# إدي سميث (لاعب كرة قاعدة)
إدي سميث (بالإنجليزية: Eddie Smith) هو لاعب كرة قاعدة أمريكي، ولد في 14 ديسمبر 1913 في Mansfield Township, Burlington County, New Jersey ‏ في الولايات المتحدة، وتوفي في 2 يناير 1994 في Willingboro Township, New Jersey ‏ في الولايات المتحدة.